# Ретонд
Ретонд (французское произношение: [ʁətɔ̃d]) — коммуна в департаменте Уаза на севере Франции. Известна как место подписания перемирия 11 ноября 1918 года, положившего конец Первой мировой войне, хотя фактическое место подписания находилось на другом берегу Эны в коммуне Компьень. Здесь же произошло подписание перемирие 22 июня 1940 года между нацистской Германии и Францией во время Второй мировой войны.